# Pentidotea stenops
Pentidotea stenops är en kräftdjursart som först beskrevs av Benedict 1898.  Pentidotea stenops ingår i släktet Pentidotea och familjen tånglöss. Inga underarter finns listade i Catalogue of Life.